# Jaskinia Lodowa nad Kufą
Jaskinia Lodowa nad Kufą – jaskinia w Dolinie Chochołowskiej w Tatrach Zachodnich. Wejście do niej znajduje się w północnych stokach Kominiarskiego Wierchu, ponad Doliną Dudową, w grzbiecie nad Kufą, w pobliżu Szczeliny przy Lodowej nad Kufą, na wysokości 1670 metrów n.p.m. Długość jaskini wynosi 20 metrów, a jej deniwelacja 3,5 metra.

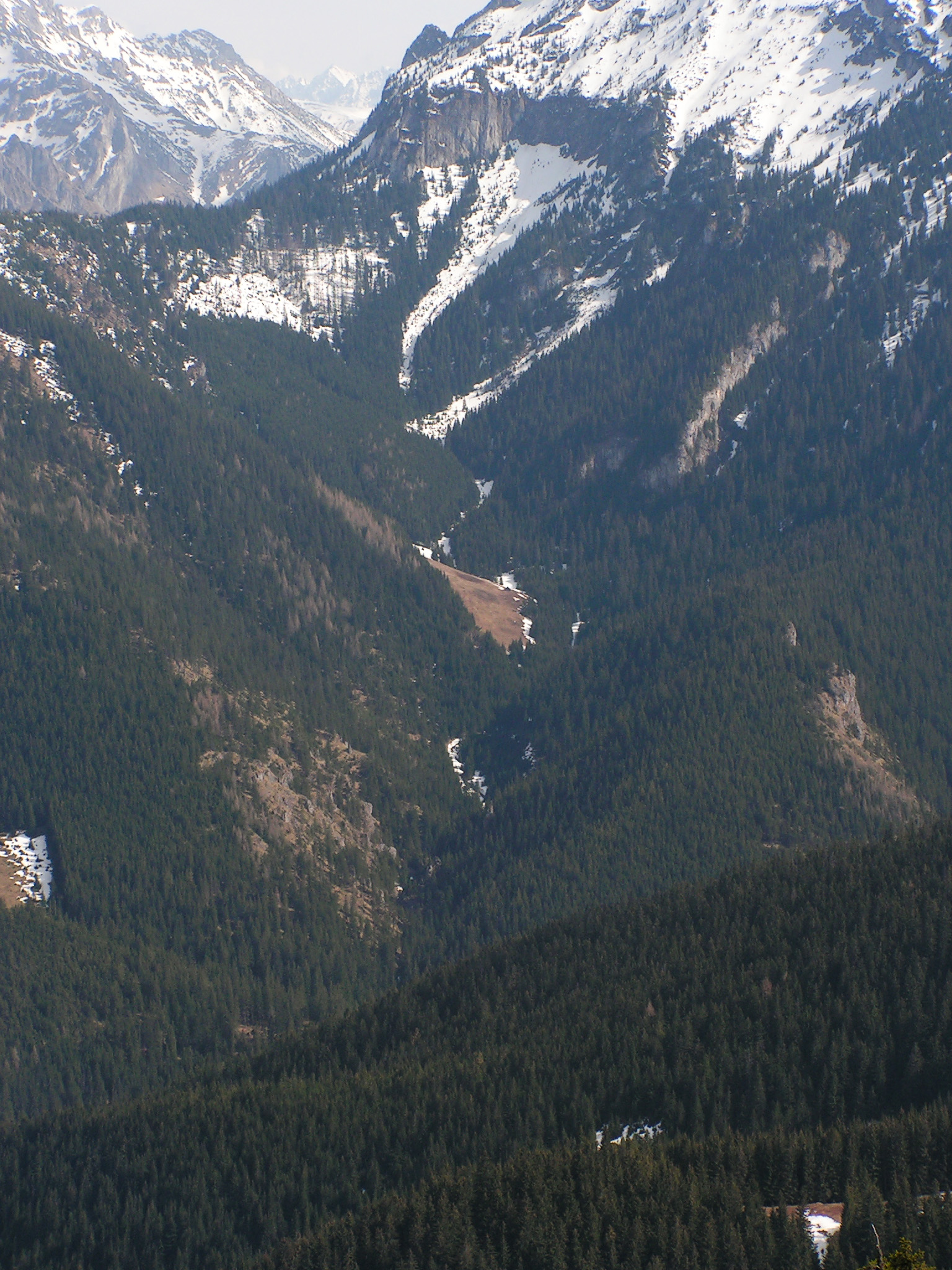
Dolina Dudowa. W głębi północne zbocze Kominiarskiego Wierchu

## Opis jaskini
Jaskinię stanowi wąski, prawie poziomy korytarz prowadzący od otworu wejściowego do poprzecznego uskoku zamkniętego zawaliskiem. Po drodze znajdują się trzy trudne zaciski i dwa prożki.

## Przyroda
W jaskini panuje niska temperatura. Ściany są mokre.
Roślinność nie występuje.

## Historia odkryć
Jaskinię odkrył W.W. Wiśniewski, który w latach 1976-77 przeszukiwał rejon Kominiarskiego Wierchu. Znajdował się w niej wtedy lód. Stąd nazwa.